# Чандвад
Чандвад - місто, розташоване в районі Нашік у штаті Махараштра. Це 250 км від Мумбаї. Є багато історичних місць, таких як печери Джайн 11 століття, Renuka devi mandir, храм Chandreshwar і Rangmahal, розташовані в Чандваді.
Чандвад є Техсілом в Малегаоні підрозділі Нашик району в Махараштра, Індія. Це історичне місце, де розташований Рангмахал (форт) Ахільядеві Холкара. Він оточений великими горами і схожий на гірську станцію. Населення - близько 20000. Чандвад також добре відомий своїми джейн-печерами 11 століття, присвяченими Тиртханкарі Чандрапрабху, розташованому біля пагорба. Це має особливе значення для джайнів. Люди Джайну, які живуть у місті Чандвад, вважають, що місце колись було відомим і великим центром джайнізму.
Шаблон:Чандвад

## Історія
Ріші Парашурама попросив його батька Джамадані (відомий своїм гнівом), щоб він убив свою маму Ренуку. Парашурама, будучи слухняним сином, відокремив її голову від тіла. Голова приземлилася в Чандваді, поки тіло впало біля Махура. На околиці Чандвада є мальовничий храм богині Ренуки. Так само є храми Ганеша, Махадео (Чандрешвар) і Богині Каліки, останні два - на горах. 

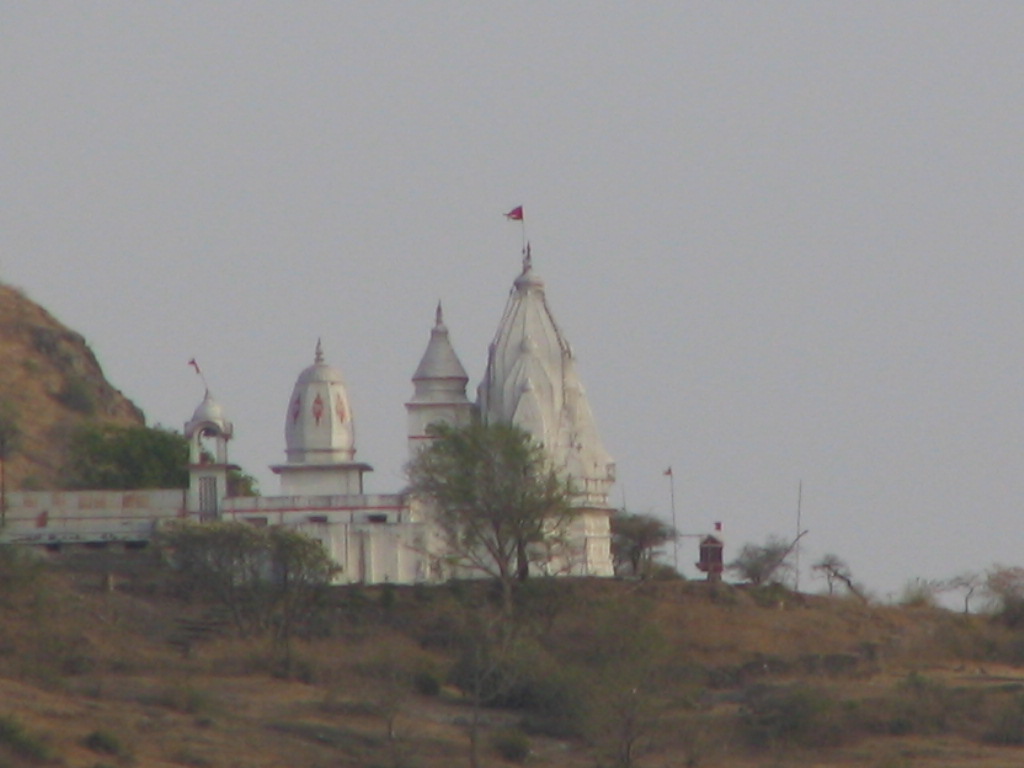
Чандвад-Чандрашвер храм зблизька
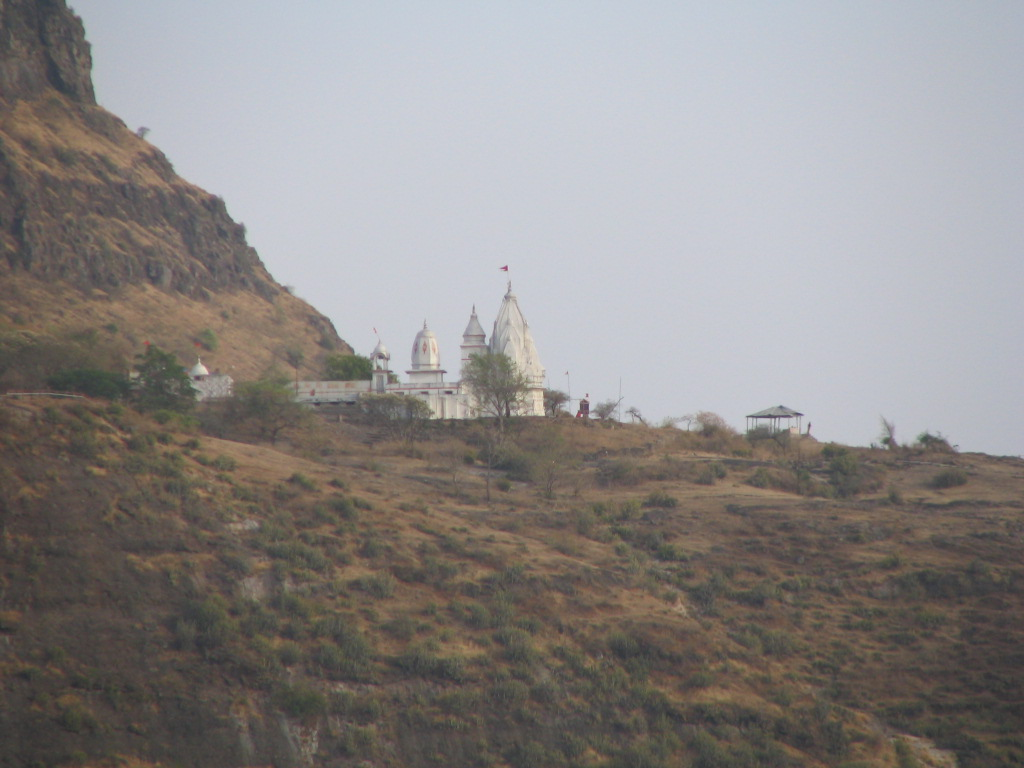
Храм Чандвад-Чандрашвер
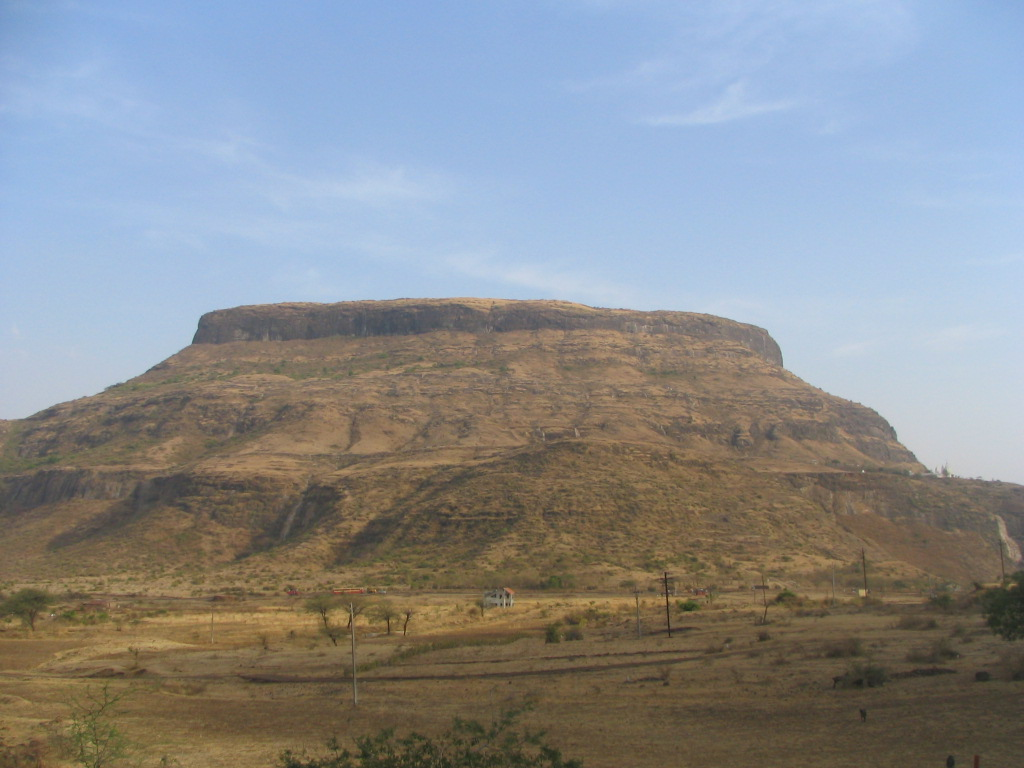
Пагорби поблизу Чандвада
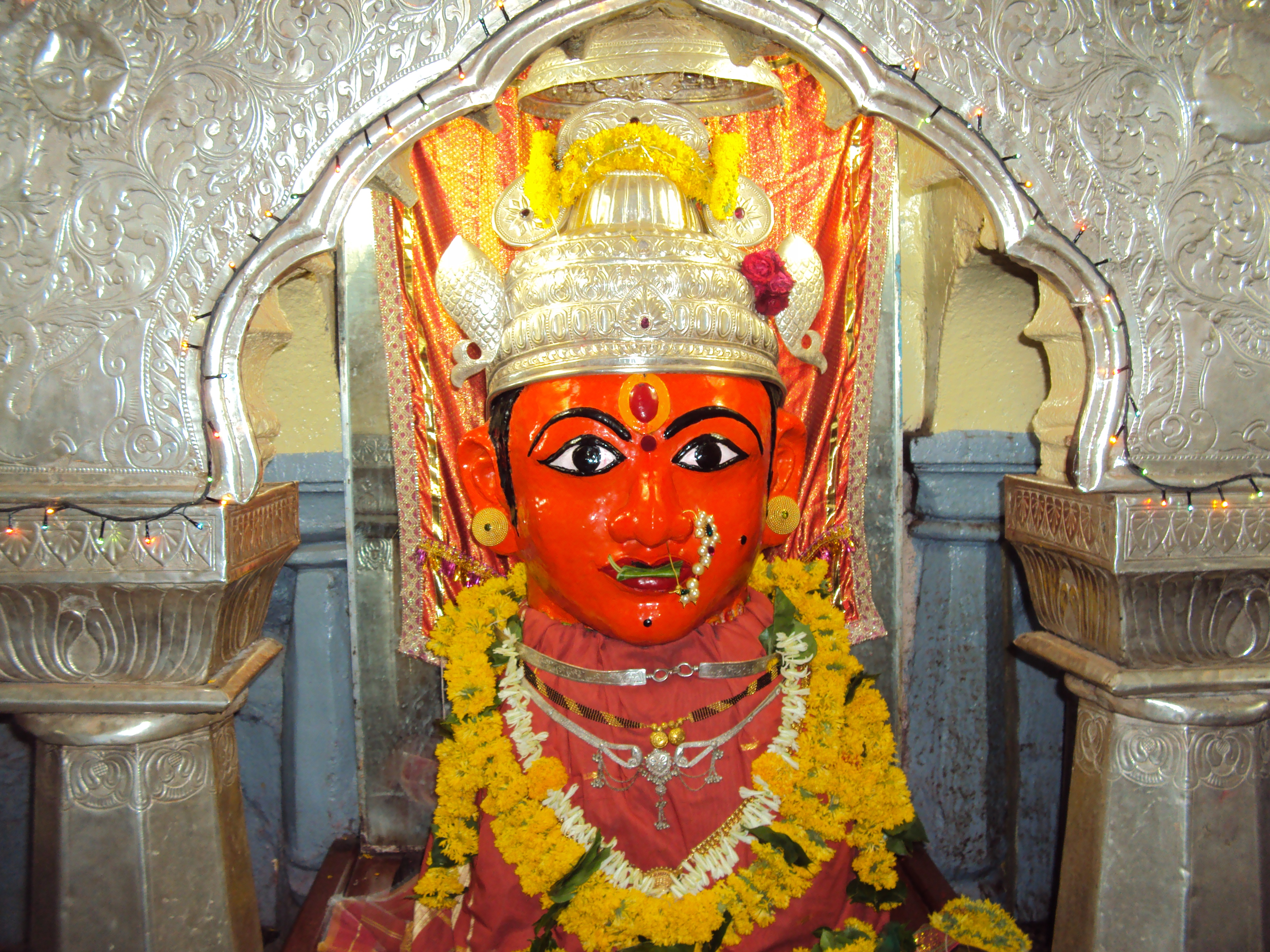
Богиня Ренука Деві
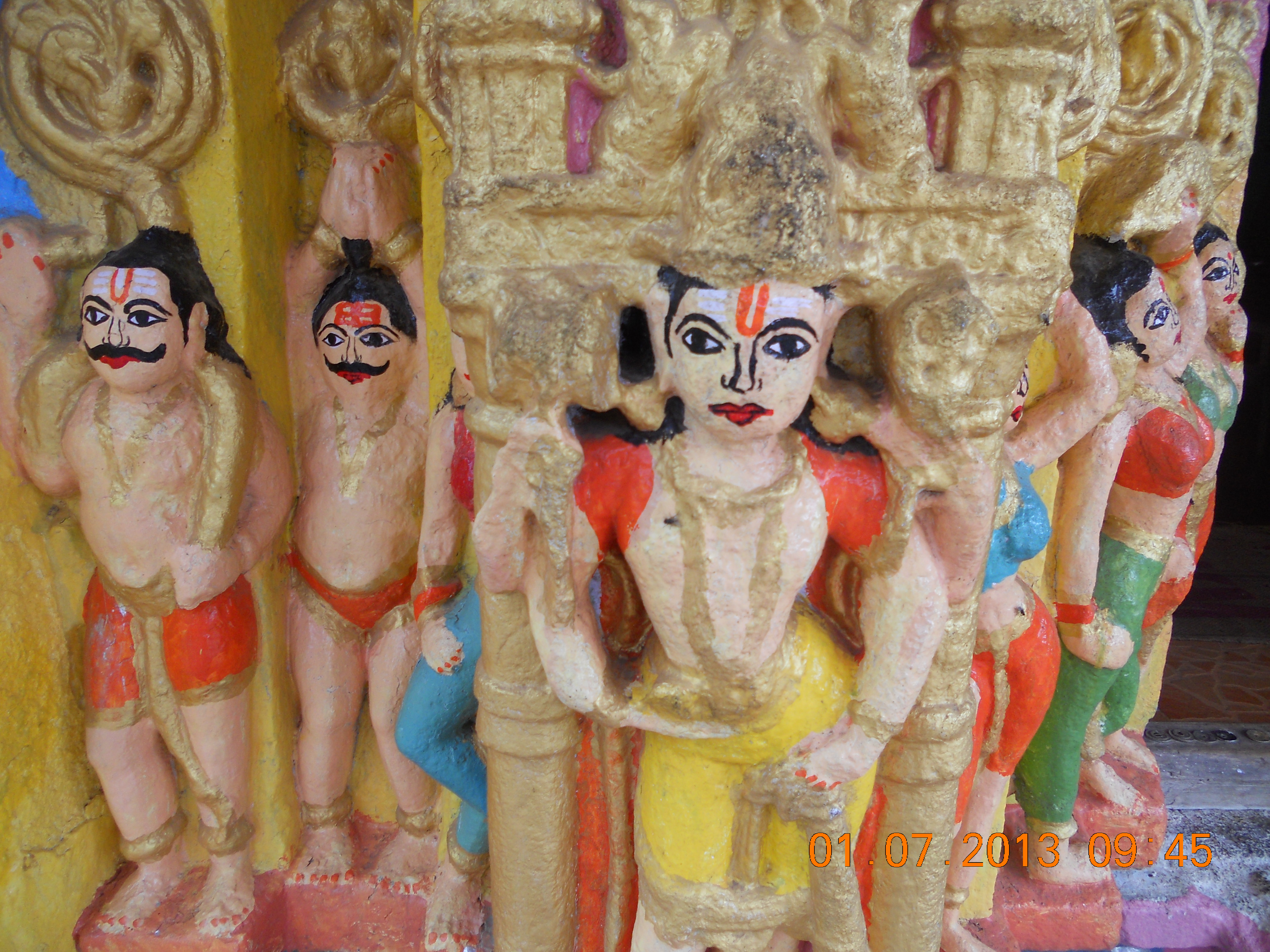
Робота над храмом Чандресвар

## Географія
Місто розташоване на NH-3 (відомому як дорога Мумбаї-Агара) між Пімпалгаоном Басвант та Малеґаоном. Головною визначною пам’яткою міста є Рангмахал (форт, побудований Ахільядеві Холкар) та прилеглий колодязь. Зараз у Рангмахалі розміщено багато державних кабінетів та урядову школу. Місіс. Холкар також побудував знамениту мережу метро від свого палацу до різних популярних місць, таких як храм Богині Ренуки та криниця біля Вінчура. Вони повинні були використовуватися як безпечний прохід під атакою ворога. Місіс. Ахільядеві Холкар здійснив дорогу з Індору (Індур у Маратхі) до Тримбакешвару, який зараз є частиною NH-3. Голкари були призначені пешвами як головний Джагагірдаар. Дорога була важливим торговим та туристичним сполученням між Індором та Тримбакешваром, а далі — Пуне, що походить з міста Малеґаон.
Місто може похвалитися космополітичною культурою та прихильністю. Ганешоців — це важливий фестиваль для міста, який відзначається на рівні міста. У місті було чимало рукодільниць, які зникли після 1970 року. Державне шосе від Вінчура (район Нашик) до Пракаші (район Дюле) перетинає NH-3 у цьому місті. Інше державне шосе бере початок від Чандвада до Манмада і далі до Нандгаона. Це місто діє як ворота для руху транспорту з північної частини району Нашік до Ахмаднагара та Аурангабада, і особливо до залізничної станції Манмад. Як результат, місто має значний рух і суміжну торгівлю (транспорт, готелі та гаражі).

## Освіта
Інженерний Коледж SNJb - один з найважливіших освітніх центрів міста та один із найвідоміших коледжів у районі Нашик.

## Місця для відвідування
- Печери Джайна 11-ого століття
- Рангмахал (Холкар Вада)
- Форт Індрай
- Храм Renuka Mata
- Нанавалі Дарга Шаріф
- Храм Чандрешвара (Шанкар Бхагван)
- Джумманша Бухарі Дарга Шаріф
- Ганеш Мандір (Вадбааре) (ichhapurti mandir)
- Храм Шані Дев
- Храм Бахаравнат (біля площі Бензинового насоса)
- Печери Каліка Мата Мандір та Махавір
- Храм Чандрешвар (Махадев Мандір на вершині гори)
- Гребля Рахуд та озеро Хоакад
- Форт Райджер, Форт Колдхер, Форт Індрей і Форт Чандвад
- Форт Дходап
- Чандвад [Архівовано 30 жовтня 2020 у Wayback Machine.]
- chandwadtaluka.com [Архівовано 18 березня 2022 у Wayback Machine.]

1. 1 2 3  GEOnet Names Server — 2018.